# Ken Broeders
Ken Broeders (Antwerpen, 1970) is een Belgisch stripkunstenaar. Hij doet zowel scenario's als grafiek en werkt rechtstreeks in kleur met acryl-, plakkaat- of waterverf.

## Biografie
Broeders volgde een opleiding aan het Antwerpse Sint-Lucasinstituut, waar hij in 1993 afstudeerde. Zijn eindwerk Tyndall werd met de medewerking van scenarist Luc Van Peborgh uitgewerkt tot een vijfdelige stripreeks, uitgegeven door Arboris. Na Tyndall verscheen zijn serie Voorbij de Steen, een fantasyreeks in een min of meer laat-Romeinse setting. De reeks werd na vier delen vrij abrupt gestopt door de uitgever. Hierna volgde de one-shot Cyrano, een verstripping van het beroemde toneelstuk uit 1897 voor de collectie Classix van Standaard Uitgeverij. Daar verscheen ook zijn volgende reeks Apostata, een ambitieuze historische cyclus over Julianus de Afvallige, die vertaald is in het Frans. Daarna begon Broeders aan Driftwereld, een strip over een verborgen wereld die verscheen in het Nederlandse stripblad Eppo en vervolgens in drie albums bij Uitgeverij L.
In 2023 komt De adem van de duivel uit. Met dit boek wint Broeders in maart 2024 de door Het Stripschap ingestelde prijs voor het album van het jaar.

## Publicaties
- Tyndall (met Luc Van Peborgh)

1. De reis naar het noorden, 1995
2. Cael-at-Raem, 1996
3. Het compendium, 1997
4. De kinderen van de beul, 1998
5. De grote noordelijke oorlog, 2000

- Voorbij de steen

1. Het spoor van Demer, 2001
2. Drehadaxa, 2003
3. Rheyn, 2004
4. De drakenmeester, 2006

- Cyrano, 2007
- Apostata

1. De purperen vloek, 2009
2. De heks, 2010
3. Argentoratum, 2011
4. Paulus Catena, 2012
5. Caesar Augustus, 2013
6. Neshrakavan, 2014
7. Niets meer dan een wolk, 2016

- Bloedstollend Brugge, 2017 (scenario Bert Gevaert)
- Driftwereld

1. Een verhaal over dieven en trollen, 2019
2. Een verhaal over tovenaars, 2020
3. Een verhaal over een heks, 2021

- De adem van de duivel

1. De adem van de duivel, 2023